# Gilchrist Maclagan
Gilchrist Stanley Maclagan (Londres, 5 d'octubre de 1879 – Batalla de Pilckem Ridge, Ieper, 25 d'abril de 1915) va ser un remer anglès que va competir a cavall del segle xix i el segle xx.
Nascut a Londres, estudià a Eton i al Magdalen College de la Universitat d'Oxford. Durant la seva estada a Oxford fou timoner de l'equip de rem d'Oxford en la regata Oxford-Cambridge entre 1899 i 1902. També com a timoner disputà la Henley Royal Regatta entre 1899 i 1908 amb el Leander Club. En aquesta regata establí el rècord de ser únic home en guanyar la Grand Challenge Cup en sis edicions. El 1908 disputà els Jocs Olímpics de Londres, on guanyà, com a timoner, la medalla d'or en la prova del vuit amb timoner del programa de rem.
Durant la Primera Guerra Mundial va servir, com a tinent, al Royal Warwickshire Regiment. Morí en acció a la batalla de Pilckem Ridge, en la part inicial de la Tercera Batalla d'Ieper, l'abril de 1915.